# اقوام و طایفه‌های سیستان و بلوچستان

رقص شمشیرسیستانی

اقوام و طایفه‌های سیستان و بلوچستان، به اقوامی گفته می‌شود که در استان سیستان و بلوچستان سکونت داشته‌اند یا زندگی می‌کنند و از لحاظ ساختار طایفه‌ای، قومی و نوع سکونت به پانزده گروه تقسیم شوند.

## گروه‌ها
بازماندگان سیستان که توانسته‌اند نسل خویش را از خطر قتل‌عام‌ها و کشتارهای دسته جمعی مغولان، تیموریان، و ازبک‌ها حفظ کنند،   
- طایفه پودینه  و همچنین طوایف ((زوری))،((صمیمی‌نیا))،گرگ و خاشی (اوکاتی) و همچنین طایفهٔ های ملاشاهی واله دو(اله داد) و

بزی  طایفه هائ بودند که در مقابل حمله آنها ایستادگی کردند و رشادتهای از خود نشان دادند که در تاریخ ماندگار شد، طایفه‌های  کمالی، ارابیب٬، پهلوان، تکر، نوراو،جهانتیغ اعقاب خیرالدین کهخا پلاس رجوع شود به کتاب ملک شاه حسین نویسنده دو قرن پیش که اصالت فامیل کیخا کهخا پلاسی بوده‌اند
- طوایفی که منتسب به محیط زیست اولیه خودشان هستند، شامل دلخکی، دلارامی، سرگزی و خاراکوهی، که به ترتیب از مناطق دلخک، بیابان گرگ، شوره‌گزها و خارکوه واقع در مجاورت هیرمند سرچشمه می‌گیرند.
- طوایفی که از کوه‌های بارز کرمان آمده و از وجودشان در جنگها و اهداف امنیتی استفاده می‌شده‌است، شامل سنچولی و دهباشی جهان تیغ
- طوایفی که قبل از ویرانی سیستان آنجا بوده‌اند اما توسط تیمور اجباراً به مناطق دیگر منتقل شده‌اند، شامل جمشیدی و بختیاری
- طوایفی که به کولی‌ها (دوره‌گردها) معروفند، شامل ماهککی، پتی پشم، چتله و کیال

- طوایفی که ریشه در افغانستان دارند، شامل غلجه‌ای، لجه ای، بارکزایی، فراهی، گلوی  و لکزایی. خروط. علی زهی. دلخکی.
- طوایفی که ریشه تاجیکی دارند، شامل راشکی و چشک
- طوایفی که از اطراف تهران به سیستان کوچ کرده‌اند، نوری
- طوایفی که ازافغانستان آمده‌اند شامل: شهریاری که از ده شهریاری در چخانسور افغانستان آمده‌اند، کریم کشته که از ده کدیم کشته واقع در چخانسور آمده‌اند،  کریم کشته و پودنه.
- طوایفی که معتقدند ریشه قومی آنان عرب میباشند شامل میر.هراتی . خزاعی . کلانتری . میرشاه .درگی.کول. عرب خزاعی . اربابی. صیادی.خمر
- طوایفی که ریشه آنان از شیراز و وابسته به ایل ممسنی استان فارس می‌باشند، شامل: بامدی، شه بخش. شهرکی و براهویی ممسنی یا محمدحسنی و جمالزهی .جر .بزی.